# Martináčovití
Martináčovití (Saturniidae) je čeleď motýlů. Patří k největším motýlům na území ČR. Známým druhem je zejména martináč hrušňový.

## Popis
Charakteristickým znakem dospělých samečků jsou dvojitě hřebenitá tykadla, která jsou schopna zachytit pach (feromony) samičky na vzdálenost i několika kilometrů. Na křídlech mají různobarevné kresby, které slouží jako mimikry, barevná i průsvitná oka, sloužící ke zmatení nebo odstrašení nepřítele. Tělíčko je hustě ochlupené. Dospělec (imágo) má zakrnělý sosák. Housenky mají na těle výrůstky a bradavky s chlupy.
Martináčovití mají skvěle vyvinuté smysly, zejména samečci mají fantasticky vyvinutý smysl pro detekci samičích pohlavních feromonů. Samečci druhu martináč měsíčitý dokážou ucítit feromony samiček až na vzdálenost kolem deseti kilometrů.

## Život
Právě kvůli zakrnělému sosáku nemůže dospělec přijímat potravu a délka jeho života je velmi krátká (maximálně čtyři až pět dní)[zdroj?]. Patří mezi noční motýly. Polyfágní housenky žijí na bylinách, křovinách i stromech (na ovocných stromech občas škodí). Housenky martináčů se kuklí v zámotcích z jemného a pevného hedvábného vlákna. Některé asijské druhy jsou právě pro toto vlákno chovány uměle.

## Rozšíření
Motýli této čeledi jsou rozšířeni po celém světě včetně ČR.

## Zástupci
Na jižní Moravě a jižním Slovensku se vyskytuje největší evropský motýl (rozpětí křídel až 15 cm) martináč hrušňový (Saturnia pyri Den. et Schiff.). Jeho housenky žijí hlavně na ovocných stromech. V listnatých lesích žije menší a světlejší martináč habrový (Eudia pavonia L.).

## Fotogalerie

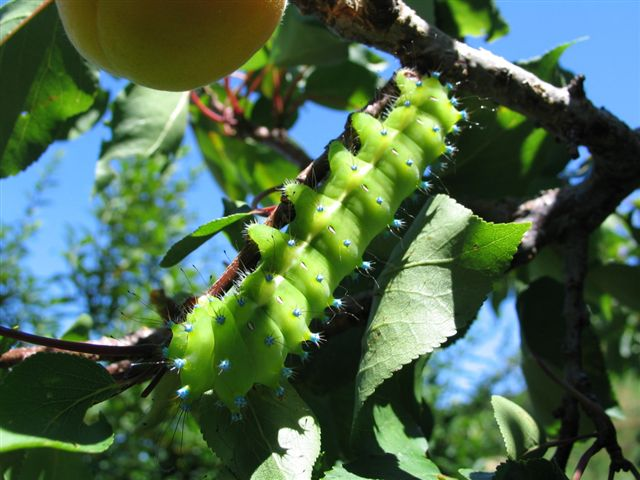
Housenka martináče hrušňového